# Tasak (broń)
Tasak – sieczna broń biała o stosunkowo krótkiej, masywnej głowni. Używana od średniowiecza po XIX wiek.

## Historia
W średniowieczu była to broń typowo plebejska, która w późniejszym okresie wraz z formowaniem się regularnych sił zbrojnych weszła na stałe do uzbrojenia wojskowego (głównie formacji piechoty). Od XVII w. znalazła się również na wyposażeniu niektórych oddziałów dworskich. Od XVIII w. tasaki wojskowe uległy względnemu ujednoliceniu konstrukcji, przybierając najczęściej formę krótkich szabel o małej krzywiźnie głowni oprawianych w proste odlewane z mosiądzu jedno-kabłąkowe rękojeści. Równolegle do tasaków piechoty wyewoluowały również wersje przeznaczone dla saperów, przeznaczone głównie do prac obozowych, często wyposażane w piłę naciętą na grzbiecie głowni (choć nie było to regułą).

## Rodzaje
W terminologi polskojęzycznej, mianem tasaka określa się następujące typy broni:
- Tasak średniowieczny (pot. falchion[a]) – o szerokiej jednosiecznej głowni (niekiedy ściętej przy sztychu) rozszerzającej się ku sztychowi i osadzonej najczęściej w oprawie mieczowej. Tasaki pojawiły się w Europie w XIII wieku, osiągając apogeum popularności w XIV wieku i stopniowo zanikając w wieku XV.
- Tasak nowożytny (pot. półszabla) – forma krótkiej szabli piechoty, która wyewoluowała ze średniowiecznego tasaka w XVI w., o głowni wygiętej, zazwyczaj węższej niż w wariancie średniowiecznym, czasem przy sztychu ostro ściętej. W Szwajcarii z początkiem XVI w. przeważała rękojeść w typie mieczowym, zazwyczaj z głowicą w formie pęku skręconych i obciętych u góry gałązek, w połowie wieku trzon rekojeści był już pochylony, głowica zaś w postaci lwiej główki. Jelce miały rozbudowane obłęki. W Niemczech przyjęła się rękojeść z grzybiastą głowicą, esowatym jelcem w płaszczyźnie głowni, z kabłąkiem oraz płytową gardą po prawej stronie. W niektórych rękojeściach pojawiał się pierścień na kciuk, tzw. "paluch"[2]. W XVII i XVIII wieku tasak tego typu służył przede wszystkim celom wojskowym, był używany w piechocie, artylerii i marynarce[3]. Od XVIII w. jego konstrukcja uległa względnemu ujednoliceniu, wyposażana najczęściej w głownię o małej krzywiźnie oprawianą w prostą odlewaną z mosiądzu jedno-kabłąkową rękojeść[1].
- Tasak saperski – broń boczna saperów, pionierów oraz artylerzystów z XVIII-XX wieku o prostej lub wygiętej głowni, służąca równocześnie jako narzędzie do cięcia faszyny.